# Mig og min familie (dokumentarserie)
 For alternative betydninger, se Mig og min familie. (Se også artikler, som begynder med Mig og min familie)
Mig og min familie er en dansk dokumentarserie i 10 afsnit om børn, hvis familier adskiller sig fra det gængse på hver sin måde. Serien havde premiere ved BUSTER filmfestival for børn og unge 17. september 2012 og blev efterfølgende vist på DR Ramasjang i 2013. De ni afsnit er instrueret af Anja Hauberg efter eget manuskript og med Thomas Heurlin som producent. Afsnittet om Danni stod Thomas Heurlin selv for.

## Handling
Serien består af en række portrætter af fem til syv-årige børn, spredt over hele Danmark. Hvert portræt fortæller historien om, hvordan børnene oplever og håndterer deres verden - og hverdagen med deres forældre. Børnene vokser alle op i familier, som adskiller sig fra normen om en hverdag, med middag på bordet hver dag klokken seks. Børnene kan for så vidt godt være en del af en kernefamilie med far, mor, søskende, hus og have. Men noget i rammen om børnenes liv skiller sig ud, i en grad der påvirker deres syn på dem selv og deres vilkår. Hvordan oplever Frida det, når hendes far, som har været soldat i krigen, snart skal afsted igen? Hvad med Sylvester, hvis forældre er skilt, så han har to hjem. Eller Victor, som har en mor der er blind, eller for Marie, der har to fædre, men ingen mor?

## Afsnit
| # | Titel      | Første sendedag  |
| --- | ---------- | ---------------- |
| 1 | "Danni"    | 19. januar 2013  |
| Dannis far har siddet i fængsel. Men det gør han ikke mere. Han er hjemme og passer på Danni, når han altså ikke taler i telefon eller glemmer, at han har lovet at de skal fodre ænder. Danni og far leger med Lego sammen med fars ven, som har mange tatoveringer og også har været i fængsel. Danni elsker at købe ind med far. Han må bestemme næsten alt hvad de skal købe i supermarkedet. |            |                  |
| 2 | "Villads"  | 20. januar 2013  |
| Villads har to mødre, mor og Rikke. Men selv om de begge to er mødre, er de langt fra ens. Flere fra klassen bliver ved at spørge Villads, hvor hans far så er, og det synes Villads er irriterende. Men det er nu ikke, fordi han ønsker sig at have en far. For hvis han skulle have det, ville han skulle vælge én af sine mødre fra, og det vil han overhovedet ikke. Heller ikke selvom de ikke aner, hvem der er hvem i Star Wars. |            |                  |
| 3 | "Sisse"    | 26. januar 2013  |
| Sisses forældre er skilt, og Sisse bor mest hos sin far. Men selv om han er sjov at lege med, så er hun ked af, at hun kun ser sin mor hver anden weekend. Hun vil gerne flytte hjem til sin mor fast. For hun savner hende, og hun kan ikke lide at savne nogen. Hjemme hos Sisses mor får de popcorn om torsdagen, og der er et hav af pap søskende at lege med. Hos hendes far har hun til gengæld sit eget værelse og her kan hun gøre lige hvad hun vil, næsten i hvert fald. |            |                  |
| 4 | "Ida"      | 27. januar 2013  |
| Ida og hendes familie er Jehovas vidner. De beder sammen i familien flere gange om dagen og forkynder sammen hver lørdag. Om eftermiddagen leger Ida hellere med sin søster end med nogen fra klassen. I det hele taget er Ida sammen med sin familie næsten hele tiden, og det er hun glad for. Hun elsker nemlig sin familie og den tro, de deler. Så det gør hende ikke noget, at hun ikke må holde fødselsdag eller fejre andres. Det eneste problem kan være, at hun ikke helt kan lade hver med at synge med inde i hovedet, når de andre synger fødselsdagssangen i skolen.                                                 |            |                  |
| 5 | "Amalie"   | 2. februar 2013  |
| Amalie, hendes søskende og deres mor, bor langt væk fra alt og alle på spidsen af den lille ø Tunø. De har ikke noget fjernsyn i huset, men det gør ikke noget, for Amalie kan bedst lide at lege udenfor med sin søster og deres angora kaniner. Kaninerne plukker de og så hjælper de deres mor med at lave sutsko af pelsen. Der er lang vej hen til skolen, men der er ingen biler på øen, så Amalie må gerne cykle selv. I skolen er de kun seks elever i alt, så det er bare om at være gode venner og have det sjovt. Det er bare ikke altid nemt, når man er så genert som Amalie og slet ikke har lyst til at sige noget. |            |                  |
| 6 | "Ronja"    | 3. februar 2013  |
| Ronja er 5 år og bor sammen med sin familie i Frederikshavn. Men det er ikke altid, at Ronjas far er hjemme. Han er nemlig soldat og tager nogen gange i krig i lange perioder. Når han er væk hjælper Ronja og hendes søster deres mor der hjemme. De skal bl.a. fodre kaninerne og dække bordet. Ronja kan godt lide at hjælpe til, men hun synes, at det kan være lidt svært, at huske alt det hun skal. |            |                  |
| 7 | "Frederik" | 9. februar 2013  |
| Hjemme hos Frederik bor der hele tre voksne; far, mor og au-pair pigen Lovely, der kommer fra Filippinerne. Før Lovely flyttede ind havde Frederiks forældre så travlt, at de ikke altid kunne nå at læse godnathistorie for Frederik. Men sådan er det ikke længere, og Frederik er glad for, at der nu altid er en voksen at lege med. Frederik kan særlig godt lide at lege med Lovely, for hun er med på at spille fodbold indendørs, og det må han ellers overhovedet ikke for sine forældre. |            |                  |
| 8 | "Hassan"   | 10. februar 2013 |
| Hassan og hans familie er flygtet fra Syrien og bor nu i Frederikshavn. Hassan er den i familien der taler bedst dansk. Han hjælper sine forældre, når der er noget de ikke forstår, og øver ord med dem derhjemme over middagsmaden. Under flugten til Danmark blev Hassans familie splittet ad, og så ikke hinanden i lang tid. Nu hvor de er samlede igen, gør Hassan alt hvad han kan for at passe på sin lillesøster, for hun har nemlig selv fortalt Hassan om hvor meget hun græd, den aften politiet kom og sendte hende og deres mor væk.                                                                                 |            |                  |
| 9 | "Martha"   | 16. februar 2013 |
| Martha bor sammen med sin tvillingesøster, storebror og mor og far. De er alle sammen døve, undtagen Martha selv. Hun kan nemlig både høre og tale. Martha kan godt lide at lege med sin tvillingesøster, og elsker når hendes far fortæller sjove historier på tegnsprog. Men Martha synes, at det er lidt mærkeligt, at være den der er anderledes i sin familie og er lidt misundelig over, at de andre har noget til fælles som hun ikke har. |            |                  |
| 10 | "Pajo"     | 17. februar 2013 |
| Pajo bor i et kæmpe kollektiv der hedder Svanholm. Her er der altid en masse andre børn at lege med og masser af sjove steder at være. Pajo kan godt lide at gå med sine venner ned til gederne eller at hoppe i kornet, når høsten er i hus. Selvom Pajos forældre er skilt, bor de begge to i kollektivet, bare i to forskellige huse. Så Pajo bor begge steder og ville nogen gange ønske, at han selv kunne få lov at bestemme, hvornår han skulle sove hos far, og hvornår han skulle sove hos mor. |            |                  |